# Майлен (Міссурі)
Майлен (англ. Milan) — місто (англ. city) в США, в окрузі Салліван штату Міссурі. Населення — 1819 осіб (2020).

## Географія
Майлен розташований за координатами 40°12′12″ пн. ш. 93°7′26″ зх. д. / 40.20333° пн. ш. 93.12389° зх. д. (40.203239, -93.124004).  За даними Бюро перепису населення США в 2010 році місто мало площу 4,62 км², з яких 4,59 км² — суходіл та 0,02 км² — водойми.

## Демографія
Згідно з переписом 2010 року, у місті мешкало 1960 осіб у 746 домогосподарствах у складі 462 родин. Густота населення становила 424 особи/км².  Було 845 помешкань (183/км²).
Расовий склад населення:
| - 74,7 % — білих - 0,6 % — чорних або афроамериканців - 0,4 % — вихідців з тихоокеанських островів - 0,4 % — корінних американців - 0,3 % — азіатів - 22,4 % — осіб інших рас |

До двох чи більше рас належало 1,2 %. Частка іспаномовних становила 45,3 % від усіх жителів.
За віковим діапазоном населення розподілялося таким чином: 28,1 % — особи молодші 18 років, 59,5 % — особи у віці 18—64 років, 12,4 % — особи у віці 65 років та старші. Медіана віку мешканця становила 32,9 року. На 100 осіб жіночої статі у місті припадало 100,0 чоловіків;  на 100 жінок у віці від 18 років та старших — 96,9 чоловіків також старших 18 років.
Середній дохід на одне домашнє господарство  становив 47 188 доларів США (медіана — 33 962), а середній дохід на одну сім'ю — 57 383 долари (медіана — 40 625). Медіана доходів становила 33 224 долари для чоловіків та 27 863 долари для жінок. За межею бідності перебувало 26,4 % осіб, у тому числі 33,3 % дітей у віці до 18 років та 15,2 % осіб у віці 65 років та старших.
Цивільне працевлаштоване населення становило 863 особи. Основні галузі зайнятості: виробництво — 50,6 %, освіта, охорона здоров'я та соціальна допомога — 14,8 %, роздрібна торгівля — 5,4 %, науковці, спеціалісти, менеджери — 5,3 %.